# 上原喜八郎
上原 喜八郎（うえはら きはちろう、1916年〈大正5年〉5月29日 - 2009年〈平成21年〉3月25日）は、日本の生化学者、薬学者（生物系薬学）。理学博士。大阪大学名誉教授、日本薬学会有功会員。

## 略歴
新潟県新潟市出身。1934年（昭和9年）3月に新潟中学校を卒業、1938年（昭和13年）3月に第四高等学校を卒業、1941年（昭和16年）12月に大阪帝国大学理学部化学科を卒業。
1942年（昭和17年）に大阪帝国大学理学部化学教室助手に就任、赤堀四郎のもとで研究、1943年（昭和18年）に大阪帝国大学理学部大学院に特別研究生として入学、1947年（昭和22年）に大阪帝国大学理学部化学教室講師に就任、1951年（昭和26年）に大阪大学理学部化学教室助教授に就任、1952年（昭和27年）7月に大阪大学から理学博士号を取得、大阪大学医学部薬学科生化学教室助教授に就任、1955年（昭和30年）に大阪大学薬学部生化学教室助教授に就任、1958年（昭和33年）に大阪大学薬学部生物薬品化学講座主任教授に就任、1977年（昭和52年）6月に大阪大学薬学部第12代学部長に就任、1980年（昭和55年）に大阪大学を定年退官、大阪大学名誉教授の称号を受称。

## 研究
酵素に関する研究で業績を上げた。

## 役職
- 1963年（昭和38年） - 日本生化学会近畿支部例会長[7]
- 1964年（昭和39年） - 日本薬学会評議員
- 1972年（昭和47年） - 日本ビタミン学会理事
- 1973年（昭和48年） - 日本生化学会近畿支部長[8]
- 1974年（昭和49年） - 日本薬学会近畿支部長

## 栄典・表彰
- 1956年（昭和31年）5月09日 - 日本ビタミン学会賞「ビタミンKの酵素化学的研究」[9]
- 1989年（平成01年）4月29日 - 勲二等瑞宝章[1][2][10]

## 著作物

### 著書
- 『生化学 上』野上寿・柴田承二・宮木高明・鈴木友二[編]、医学書院〈薬学双書 9〉、1963年。

### 論文
- CiNii収録論文 - CiNii